# Johann von Oppolzer
Johann von Oppolzer, född 4 augusti 1808 i Gratzen, Böhmen, död 16 april 1871 i Wien, var en österrikisk läkare; far till Theodor von Oppolzer.
Oppolzer blev medicine doktor 1835 i Prag och ordinarie professor i medicin 1841 där, 1848 i Leipzig och 1850 i Wien, där han till sin död utvecklade betydande verksamhet som läkare och lärare. Han var en klinisk lärare av första rang och bidrog i hög grad till den dåvarande Wienskolans goda rykte. Som medicinens yttersta uppgift uppställde han varken den vetenskapliga forskningen i och för sig eller den säkra diagnosen och dennas bekräftelse genom obduktion, utan botandet av sjukdomen. På grund därav fördömde han den nihilism i behandlingen, som då hade gjort sig gällande inom Wienskolan, under det han å andra sidan utgick från den grundsatsen, att läkaren måste försöka att med de enklaste medel komma till målet, och sålunda bekämpade den motsatta ytterligheten. Hans litterära verksamhet var jämförelsevis obetydlig, men hans måg Stoffella utgav hans Vorlesungen über specielle Pathologie und Therapie (I, II:1, 1866-72). Oppolzer invaldes som utländsk ledamot av svenska Vetenskapsakademien 1863.